# Негативна селекција (политика)
Негативна селекција је политички процес који постоји посебно у ригидним хијерархијама, нарочито диктатурама, али такође и у мањем степену у окружењима попут корпорација или изборне политике.
Особа на врху хијерархије, која жели да остане на власти заувек, бира своје сараднике са главним критеријумом некомпетентности: они не смеју бити довољно компетентни да га уклоне са власти. Пошто подређени често опонашају свог лидера, ови сарадници чине исто са онима који су испод њих у хијерархији, и хијерархија се прогресивно пуни све више и више некомпетентних људи.
Ако диктатор види да је, упркос томе, угрожен, уклониће оне који га угрожавају са својих позиција: „прочистиће" хијерархију. Упражњене позиције у хијерархији се нормално попуњавају људима одоздо, онима који су били мање компетентни од својих претходних господара. Тако се током времена хијерархија постаје све мање ефикасна. Једном када диктатор умре, или буде уклоњен неким спољним утицајем, оно што остаје је веома неефикасна хијерархија.
У познатој анегдоти из Историја Херодота, гласник Перијандара тражи савет од Трасибула о томе како владати. Трасибул, уместо да одговори, води гласника у шетњу кроз поље пшенице, где приступа сечењу свих најбољих и највиших класова пшенице. Порука, правилно протумачена од стране Перијандра, била је да би мудар владар требало да предухитри изазове својој владавини „уклањањем" тих истакнутих људи који би могли бити довољно моћни да му се супротставе.

## Историја
У својим мемоарима, Алберт Шпер, некада други по рангу функционер у Трећем рајху и поверљив Хитлера, користио је речи „негативна селекција" у свом опису Хитлерове дворске средине, опширно расправљајући о незнању и некомпетентности Хитлерових најближих подређених. Касније у Другом светском рату, више војних команданата, чак и они који су имали успеха на бојном пољу (на пример, фелдмаршал Ромел), замењени су нацистичким лојалистима; са повећањем изазова, компетентност је постала мање важна од личне лојалности Фиреру. Током Нирнбершких процеса, један од главних нацистичких присталица, министар спољних послова Рибентроп, дао је примере и своје неспорне лојалности (тврдио је да је још увек жељан да изврши Хитлерове наредбе) и своје глупости.
У новије време, диктатор који је очигледно ценио лојалност више од чак и основног образовања био је Пол Пот, лидер покрета Црвени Кмери у Камбоџи. Преузевши власт 1975. године, покушао је да погуби све државне службенике, учитеље и било кога са вишим образовањем или ко је био државни службеник или учитељ (Kiernan 2004). Пол Потов режим трајао је три године и коштао је Камбоџу више од 1,7 милиона живота, више од једне петине укупне популације.
Два миленијума Римљана, Салазар из Португалије и Хитлер из Немачке, Стаљин из совјетске Русије и Пол Пот из Камбоџе, Мобуту из Заира и Садам Хусеин из Ирака, Чаушеску из Румуније и Нијазов из Туркменистана могли су да покажу знатно различите животне путеве и индивидуалне навике ако се узму појединачно. Међутим, поред тога што су били изузетни политички манипулатори, били су изненађујуће слични у организацији својих функционера и широких режима.

## Узроци
Узроци негативне селекције су различити, генерално се јавља у ригидним системима, на пример, била је уобичајена у бившој Социјалистичкој Федеративној Републици Југославији, где је подобност, еуфемистички названа „политички критеријум", била важнија од способности или професионализма:
Што више истичу политички критеријуми и што су активнији ти критеријуми у кадровском механизму, то мању улогу игра професионалност.— J. Jerovšek, V. Rus, J. Županov, "Криза, блокаде и перспективе", 1986
Узроци негативне селекције у институцијама које финансира или суфинансира држава могу имати прозаичнији узрок, одлазак квалитетног кадра тамо где су плате веће, у привреду или у иностранство:
Лоша финансијска ситуација научних и образовних институција има дезинцентивни ефекат на прилив квалитетног кадра. Отуда и негативна селекција— V. Srića, I. Družić, "Од кризе до визије: скице за југословенску технолошку утопију", 1988.

## Повезани концепти
Негативна селекција је уско повезана са концептом какистократије — владавине најгорих. Док какистократија описује резултат процеса, негативна селекција описује сам механизам којим се најгори доводе на позиције моћи.